# Устойчивый транспорт
Усто́йчивый тра́нспорт (или зелёный тра́нспорт) — любой способ или организационная форма передвижения, позволяющие снизить уровень воздействия на окружающую среду. К нему можно отнести пешеходное и велосипедное движение, экологичные автомобили, транзитно-ориентированное проектирование, аренда транспортных средств, а также системы городского транспорта, которые являются экономичными, способствуют сохранению жизненного пространства и пропаганде здорового образа жизни.
Устойчивые транспортные системы вносят позитивный вклад в экологическую, социальную и экономическую устойчивость общества, которому они служат. Транспортные системы существуют для обеспечения социальных и экономических связей, и люди быстро овладевают средствами повышения мобильности. Преимущества возросшей мобильности необходимо оценивать с учётом экологических, социальных и экономических издержек, которые создают транспортные системы.
Транспортные системы оказывают значительное воздействие на окружающую среду, на них приходится 20—25 % мирового потребления энергии и выбросов углекислого газа. Выбросы парниковых газов от транспорта растут более быстрыми темпами, чем в любом другом энергетическом секторе. Автомобильный транспорт является также одной из основных причин локального загрязнения воздуха и образования смога.
Социальная плата за транспорт включает дорожно-транспортные происшествия, загрязнение воздуха, снижение физической активности, возрастание времени вдали от семьи в период маятниковой миграции и уязвимость для возрастания цен на топливо. Многие из этих негативных последствий ложатся непропорциональным бременем на те социальные группы, которые менее других расположены к обладанию автомобилем и езде на нём. Дорожные заторы увеличивают экономические расходы, вызывая трату времени людей и замедление поставок товаров и услуг.
Традиционное транспортное планирование направлено на повышение мобильности, чаще всего для транспортных средств, и может неадекватно учитывать более отдалённые последствия. Но реальная цель транспорта — обеспечение доступа: к работе, к месту обучения, к товарам и услугам, к друзьям и семье, и есть проверенные методы для улучшения доступа при одновременном снижении экологических и социальных последствий, а также для предотвращения заторов. Сообщества, которые успешно повышают устойчивость своих транспортных сетей, делают это в рамках более широкой программы создания динамичного, удобного для проживания, стабильного города.
В рамках 70-го пленарного заседания 77-й сессии Генеральной Ассамблеи ООН, состоявшегося 16 мая 2023 года, была принята резолюция, согласно которой 26 ноября объявлен Всемирным днём устойчивого транспорта.

## Определение
Термин устойчивый транспорт вошёл в употребление как логическое продолжение понятия «устойчивое развитие», и используется для описания видов транспорта и систем транспортного планирования, которые согласуются с более широкими проблемами устойчивости. Есть много определений устойчивого транспорта и связанных с ним терминов устойчивых перевозок и устойчивой мобильности. Одно из таких определений, данное Советом министров транспорта ЕС, определяет устойчивую транспортную систему как такую систему, которая:
- Обеспечивает доступность и удовлетворение потребностей отдельных лиц, компаний и общества надёжным передвижением, не нанося вреда здоровью человека и экосистемы, и способствует установлению принципа справедливости как внутри социальных групп и поколений, так и между ними.
- Является доступным по средствам, работает чётко и эффективно, предлагает виды транспорта на выбор, поддерживает конкурентоспособность экономики, а также сбалансированность регионального развития.
- Минимизирует выбросы и отходы на уровне возможности природы поглощать их, использует возобновляемые ресурсы на уровне или ниже темпа их восстановления, использует невозобновляемые ресурсы на уровне или ниже темпов развития возобновляемых заменителей, сводит к минимуму воздействие на занимаемую землю, заботится о снижении шума.

## История
Большинство методов и концепций устойчивого транспорта появились задолго до того, как было придумано это словосочетание. Самый первый вид транспорта — пешеходный, является и самым устойчивым. Общественный транспорт восходит, по крайней мере, к изобретению автобуса Блезом Паскалем в 1662 году. Первый пассажирский трамвай начал свою работу в 1807 году, а первые железнодорожные пассажирские перевозки начались в 1825 году. Педальный велосипед датируется 1860-ми годами. Он был единственным личным видом транспорта, доступным для большинства людей в западных странах до Второй мировой войны, и остаётся единственным вариантом для большинства людей в развивающихся странах. Грузы перемещались мускульной силой человека, силой животных или железнодорожным транспортом.
В послевоенные годы началось повышение благосостояния, и появился спрос на гораздо более высокую мобильность людей и товаров. За период между 1950 и 1979 количество автомобилей в Великобритании увеличилось в пять раз, аналогичные тенденции были в других западных странах. Большинство богатых стран и городов вкладывали значительные средства в большие и более эффективные дороги и автомагистрали, которые считались необходимыми для поддержания роста и процветания. Транспортное планирование стало частью гражданского строительства, оно стремилось разработать достаточную пропускную способность дорог для обеспечения прогнозируемого уровня роста перевозок с приемлемым уровнем заторов — метод назывался «прогнозировать и обеспечивать». Государственные инвестиции в общественный транспорт, пешеходное и велосипедное движение резко сократились в США, Великобритании и Австралии, хотя этого не произошло в той же мере в Канаде или континентальной Европе.
Озабоченность по поводу устойчивости такого подхода стала широко распространяться во время нефтяного кризиса 1973 года и энергетического кризиса 1979 года. Высокая стоимость и ограничение доступности топлива привели к возрождению интереса к альтернативным средствам передвижения вместо индивидуальных транспортных средств.
Начиная с этого периода, на транспорте появились такие инновации, как выделенные полосы движения для хорошо загруженных автомобилей (помимо водителя, в машине должны быть пассажиры), безвозмездный провоз попутчиков (карпул) и система управления спросом на перевозки. В Сингапуре в конце 1970-х введена особая плата за проезд в часы пик, а в Куритибе в начале 1980-х начала работать транспортная система быстрого автобуса.
Относительно низкие и стабильные цены на нефть в течение 1980-х и 1990-х годов привели к значительному возрастанию интенсивности автомобильного движения, как непосредственно, потому что люди стали ездить на машинах чаще и на большие расстояния, так и косвенно, поскольку в городах стали прокладывать дороги к пригородному жилью, магазины и рабочие места стали дальше от жилья. В настоящее время эту тенденцию называют разрастанием городов. Тенденции в логистике грузоперевозок, в том числе переход от железнодорожного транспорта и прибрежного судоходства на автомобильные перевозки и требование доставки точно в срок означали, что грузовые перевозки росли быстрее, чем общая интенсивность автомобильного движения.
В то же время применение базового академического подхода «прогнозировать и обеспечивать» к развитию транспорта ставилось под сомнение, в частности, Питером Ньюманом, во множестве сравнительных исследований городов и их транспортных систем, начиная с середины 1980-х годов.
В Белой книге по вопросам транспорта британского правительства отмечены изменения в планировании в области транспорта в Великобритании. В предисловии к ней премьер-министр Тони Блэр заявил:

Мы признаём, что не можем просто строить свой путь выхода из стоящих перед нами проблем. Это будет экологически безответственно — и не будет работать.

Сопроводительный документ к Белой книге, названный «Более разумный выбор», дал результаты исследований потенциала по обобщению небольших и разрозненных инициатив в области устойчивого транспорта по всей Великобритании. В итоге сделан вывод, что всеобъемлющее применение этих методов может снизить пиковый период автомобильных поездок в городских районах более чем на 20 %.
Аналогичное исследование Федерального управления шоссейных дорог Соединённых Штатов было также выпущен в 2004 году, и там также пришли к выводу, что более активный подход к управлению спросом на перевозки является важным компонентом общей национальной транспортной стратегии.

## Экологически устойчивый транспорт
Транспортные системы являются основным источником выброса парниковых газов, ответственные за 23 % мировых выбросов парниковых газов в 2004 году, и примерно три четверти из этого приходится на автотранспортные средства. В настоящее время 95 % энергии, потребляемой транспортом, приходится на нефть. Энергия потребляется при производстве, а также при использовании транспортных средств, и воплощается в транспортную инфраструктуру, включающую автотрассы, мосты и железные дороги.
Экологическое воздействие транспорта может быть уменьшено за счет улучшения системы пешеходного и велосипедного движения в городах, а также путём усиления роли общественного транспорта, особенно электрической железной дороги.
Экологичные автомобили предназначены для того, чтобы оказывать меньшее экологическое воздействие, чем эквивалентные стандартные транспортные средства, хотя если воздействие на окружающую среду транспортных средств оценивать по всему их жизненному циклу, этого, может быть, и не происходит. Электромобили потенциально могут привести к сокращению выбросов CO2 на транспорте, всё зависит от воплощённой энергии транспортного средства и источника электроэнергии. Уже получили распространение гибридные транспортные средства, которые используют двигатель внутреннего сгорания в сочетании с электрическим двигателем для достижения лучшей топливной эффективности. Природный газ также используется в качестве моторного топлива. Биотопливо используется реже и является менее перспективным. Бразилия в 2007 году покрывала 17 % своих потребностей в транспортном топливе биоэтанолом, но ОЭСР предупреждает, что успех биотоплива в Бразилии происходит из-за специфики местных условий. В международном масштабе применение биотоплива не оказывает практически никакого влияния на уровень выброса парниковых газов, но оно имеет значительно более высокую стоимость при расчёте на достижение такой же энергетической эффективности.
На практике существует скользящая шкала зелёного транспорта в зависимости от варианта устойчивости. Зелёные транспортные средства имеют большую топливную эффективность, но только в сравнении со стандартными транспортными средствами, и они так же способствуют образованию заторов и дорожно-транспортных происшествий. Сети общественного транспорта, находящиеся под контролем, основанные на традиционных дизельных автобусах, используют меньше топлива на одного пассажира, чем личные автомобили, как правило, они безопаснее и занимают меньше дорожного пространства, чем частные транспортные средства. Зелёный общественный транспорт, включающий электропоезда, трамваи и троллейбусы, сочетает достоинства зелёных транспортных средств с преимуществами выбора устойчивого транспорта. Другими вариантами транспорта с очень низким воздействием на окружающую среду является езда на велосипеде и других транспортных средств, приводимых в движение мускульной силой человека, а также Гужевой транспорт. Самым распространённым выбором зелёного транспорта с наименьшим воздействием на окружающую среду является ходьба.

## Транспорт и социальная устойчивость
Города с избыточным количеством дорог стали неожиданно испытывать последствия, связанные с радикальным уменьшением роли общественного транспорта, пешеходного и велосипедного движения. Во многих местах улицы стали «безжизненными». Магазины, школы, государственные учреждения и библиотеки стали перемещаться от центров городов, и жители, которые не могут убежать в пригороды, испытывают снижение качества общественного пространства и общественных услуг. Поскольку старые школы были закрыты, их заменили мега-школы в отдалённых районах, что порождает дополнительное дорожное движение. Количество автомобилей на дорогах США в течение учебного года в период между 7:15 и 8:15 утра увеличивается на 30 %.
Ещё одним ударом стало увеличение сидячего образа жизни, вызвавшего всё возрастающую национальную проблему ожирения. Как следствие, резко возросла стоимость медицинского обслуживания.

## Города и устойчивый транспорт
Города формируются их транспортными системами. В книге «Города в истории» Льюис Мамфорд документально описал, как планировка города формировалась вокруг пешеходного центра, часто располагаясь вблизи порта или водного пути, с пригородами устанавливалась транспортная связь с использованием животных, а позже по железной дороге или с помощью трамвайных линий.
На Всемирной выставке в Нью-Йорке в 1939 году демонстрировалась модель воображаемого города, построенного вокруг автомобильной транспортной системы. В этом «большем и лучшем мире завтрашнего дня» жилые, деловые и промышленные районы были разделены, а небоскрёбы нависали над сетью городских автомагистралей. Эти идеи захватили воображение людей и оказывали влияние на городское планирование с 1940 по 1970-е годы.
Популярность автомобилей после окончания войны привели к серьёзным изменениям в структуре и функциях городов. В то время существовала некоторая оппозиция к этим изменениям. В частности, книга «Жизнь и смерть великих городов Америки» писательницы Джейн Джекобс является горьким напоминанием о том, что было потеряно в этой трансформации, она также описывает общественные усилия по противодействию этим изменениям. Льюис Мамфорд спрашивает: «Наши города существуют для автомобилей или для людей?» В книге «Вид с дороги» (1964) Дональд Апльярд описал последствия для общества в связи с увеличением автомобильного движения, а Майер Хиллман из Великобритании в 1971 году впервые опубликовал исследование воздействия интенсивности движения на детскую независимую подвижность. Несмотря на эти предостережения, тенденции по продажам автомобилей, их использованию и расходу топлива продолжали круто расти на протяжении всего периода после войны.
Тенденции транспортного планирования в Европе, напротив, никогда не были основаны на предположениях, что частный автомобиль является лучшим и единственным решением для передвижения по городу. Например, план Голландской транспортной структуры, имеющийся с 1970-х годов, требует, чтобы спрос на дополнительные транспортные средства удовлетворялся только в случае, «если его вклад в общественное благосостояние будет положительным», а с 1990 года включены явные цели сокращения вдвое темпов роста автомобильного движения. В некоторых неевропейских городах также неуклонно внедряется устойчивость транспорта и планирование землепользования, в частности, в Куритибе, Бразилия, в Портленде, штат Орегон, США и в Ванкувере, Канада.
Между разными городами существуют значительные различия в потребления энергии на транспорте. Средний городской житель США использует ежегодно в 24 раза больше энергии для частного транспорта, чем китайские городские жители, и почти в четыре раза больше, чем европейские. Эти различия не могут быть объяснены только богатством, они также тесно связаны с привычками ходьбы, езды на велосипеде и использовании общественного транспорта. На этот параметр оказывают влияние особенности городов, включая плотность городской застройки и городское планирование.
Города и страны, которые вложили значительные средства в автомобили как основу транспортных систем, в настоящее время являются наименее экологически устойчивыми, если считать по использованию ископаемого топлива на душу населения. Социальная и экономическая устойчивость городского планирования, основанная на автомобилях, сейчас также подверглась сомнению. В Соединённых Штатах разрастание городов вызвало более частые и длительные поездки на автомобилях, в то время как жители традиционных городских кварталов делают аналогичное число поездок и путешествий, но на более короткие расстояния, чаще ходят пешком, а цикл использования транзитных транспортных средств выше. Было подсчитано, что жители Нью-Йорка сохраняют $19 млрд в год просто потому, что там меньше владельцев автомобилей, и жители совершают меньше поездок, чем средний американец.
Европейская Комиссия приняла план действий по мобильности в городах от 30.09.2009, направленный на повышение городской устойчивой мобильности. До 2012 года Комиссия будет приводить обзоры по реализации этого плана, а затем оценит необходимость принятия дальнейших мер. В 2007 году 72 % европейского населения проживали в городских районах, которые являются ключевыми для экономического роста и занятости. В городах необходимы эффективные транспортные системы для поддержания экономики и благосостояния их жителей. Около 85 % ВВП ЕС формируется в городах. Городские территории сегодня ставят задачи сделать транспорт устойчивым, как в экологическом отношении (CO2, загрязнение воздуха, шум), так и в отношении конкурентоспособности (заторы), не забывая при этом, что всё это направлено на решение социальных проблем. Решения этих проблем простираются от необходимости реагировать на проблемы со здоровьем и демографическими тенденциями, до содействия экономическому и социальному сплочению, чтобы обеспечивать потребности детей, семей и лиц с ограниченными физическими возможностями.

## Политика и управление развитием
Политика внедрения устойчивого транспорта имеет наибольшее развитие на уровне города. За пределами Западной Европы к городам, которые постоянно рассматривают устойчивость как один из ключевых факторов в сфере транспорта и планировании землепользования, относятся: Куритиба в Бразилии, Богота в Колумбии, Портленд в штате Орегон, США и Ванкувер в Канаде.
Во многих других городах по всему миру признали необходимость увязки устойчивости и транспортной политики, например, путём присоединения к обществу «городов в защиту климата».

### Общество и общественные действия
Движение за устойчивый транспорт является принципиально общественным движением, даже то, которое в настоящее время имеет общегородское, национальное и международное значение.
Оно началось как движение, обусловленное экологическими проблемами, но за последние годы наблюдается повышенное внимание к вопросам социального равенства и справедливости, и, в частности, к необходимости обеспечения надлежащего сервиса для людей с низкими доходами и людей с ограничениями мобильности, в том числе для быстро растущей прослойки пожилых граждан. Многие из людей, подвергающихся воздействию шума от автомобилей, загрязнению окружающей среды и риску опасности, сами не являются владельцами машин и не могут водить машину, есть и те, для кого приобретение автомобиля в собственность является тяжёлым финансовым бременем.

## Современные тренды
На протяжении всего XX века автомобильные поездки постоянно увеличивались, но с 2000 года тенденции стали более сложными. Рост цен на нефть, начавшийся с 2003 года, вызвал сокращение использования топлива для частных поездок на автомобилях на душу населения в США, Англии и Австралии. В 2008 году глобальное потребление нефти упало в целом на 0,8 %, причём в Северной Америке, Западной Европе и некоторых частях Азии произошло значительное снижение потребления.

## Критика
Термин зелёный транспорт часто используется в качестве маркетингового метода «зелёного камуфляжа» по товарам, для которых не доказан их позитивный вклад в обеспечение экологической устойчивости. Такие притязания могут быть юридически оспорены. Например, омбудсмен Норвегии по потребительским товарам обратил внимание на автопроизводителей, которые утверждают, что их автомобили «зелёные», «чистые» или «экологически чистые». Производители рискуют получить штрафы, если они не откажутся от этих слов. Австралийская комиссия по конкуренции и защите прав потребителей (ACCC) назвала зелёные требования к продукции слишком расплывчатыми, предложив потребителям дать более широкий диапазон значений на такие декларации, которые могут ввести их в заблуждение. В 2008 году ACCC заставила розничных торговцев автомобилями прекратить «зелёный» маркетинг автомобилей СААБ, который австралийский федеральный суд признал как «вводящий в заблуждение».

## Реализации
Генеральный директорат по транспорту и мобильности ЕС приступил к осуществлению программы, сфокусированной на городском транспорте. Её основные мероприятия:
| - Экологичное топливо и автомобили - Гибридные автомобили - Биодизель - Биогаз / Сжатый природный газ - Электромобили - Сжиженные углеводородные газы - Водородный транспорт - Автомобили на механических накопителях энергии - Мускульный транспорт - Гужевой транспорт - Инфраструктура экологически чистого (зелёного) транспорта - Экологические тропы, в том числе прибрежные - Велосипедные дорожки - Скоростной автобусный транспорт - Железнодорожный транспорт - Ограничения доступа - Управление доступом / Соблюдение правопорядка - Запретные зоны для автомобилей / Жилые зоны - Многофункциональные области - Управление парковкой - Пешеходные зоны - Ускорение дорожного движения / Ограничение скорости - Комплексные ценовые стратегии - Тарифы в часы пик - Комплексные билеты на несколько видов транспорта - Управление паркингом | - Коллективный пассажирский транспорт - Общественный транспорт - Транзитные автобусы - Скоростной автобусный транспорт - Железнодорожный транспорт - Комплексное пассажирское обслуживание - Комплексные билеты на несколько видов транспорта - Маркетинг - Перехватывающая парковка - Транспорт по требованию - Доступные транспортные системы - Паратранзит - Качество обслуживания - Безопасность, включая транспортную милицию - Информация о движении - Расписание движения - Планировщик путешествий - Стиль жизни с менее интенсивным использованием автомобиля - Совместные поездки на автомобилях - Совместное пользование автомобилем - Car/ driver licence exit strategies - Передвижение на велосипедах - Совместное пользование велосипедами | - Организационные меры - Планирование поездок - Школьные автобусы - Смешанные поездки - Персональное планирование поездок - Технические меры - Управление транспортным спросом - Транзитно-ориентированное проектирование - Возможности для прогулок - Новый урбанизм и создание пешеходных зон - Средства управления транспортным спросом - Экологически чистый грузовой транспорт - Чистые транспортные средства / чистый автопарк - Смешанные транспортные перевозки - Сухой порт - Управление транспортными парками - Планирование перевозок - GPS-мониторинг транспорта |